# Aartsbisschop van Uppsala

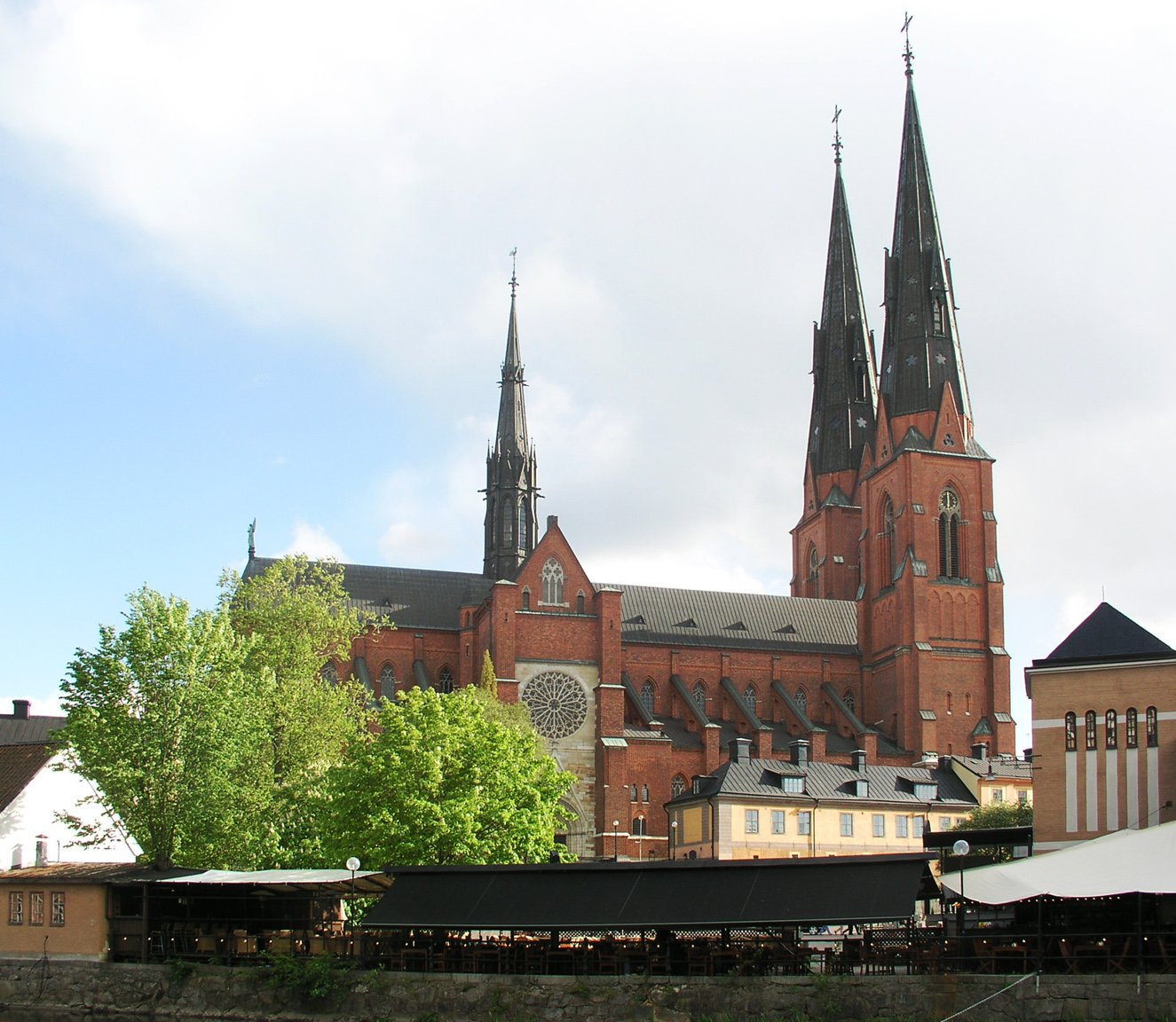
De kathedraal van Uppsala, de zetel van de aartsbisschop

De aartsbisschop van Uppsala is de primaat van de Zweedse Kerk in een onafgebroken opeenvolging sinds 1164, eerst gedurende het katholieke tijdperk, en sinds de jaren 1530 onder de lutherse kerk.
De aartsbisschop, de enige in de Zweedse Kerk, staat aan het hoofd van het bisdom Uppsala, tegenwoordig samen met een andere bisschop. Sinds juni 2014 is Antje Jackelén aartsbisschop, de eerste vrouwelijke aartsbisschop in Zweden.
Aartsbisschoppen van Uppsala:
- Gunnar Weman, 1993-1997
- K.G. Hammar, 1997-2006
- Anders Wejryd, 2006-2014
- Antje Jackelén, 2014-heden